# Philippstraße (Düren)
Die Philippstraße in der Kreisstadt Düren (Nordrhein-Westfalen) ist eine alte Innerortsstraße.

## Lage
Die Straße ist vierspurig ausgebaut und beginnt am Platz der deutschen Einheit, einer seit 2011 so benannten Straßenkreuzung mit der August-Klotz-Straße, Schenkelstraße und Tivolistraße. In nördlicher Richtung verläuft sie bis zur Brücke der Bahnlinie Köln-Aachen. Dort geht sie nahtlos in die Veldener Straße über.

## Geschichte
Die Straße hat ihren Namen vom größten und stärksten Stadttor, dem Philippstor. Es stand auf dem heutigen Platz der deutschen Einheit. Es wurde vermutlich nach dem Schöffen Philippus benannt, der im 14. Jahrhundert auch als Bürgermeister bezeugt ist.